# Kidžong

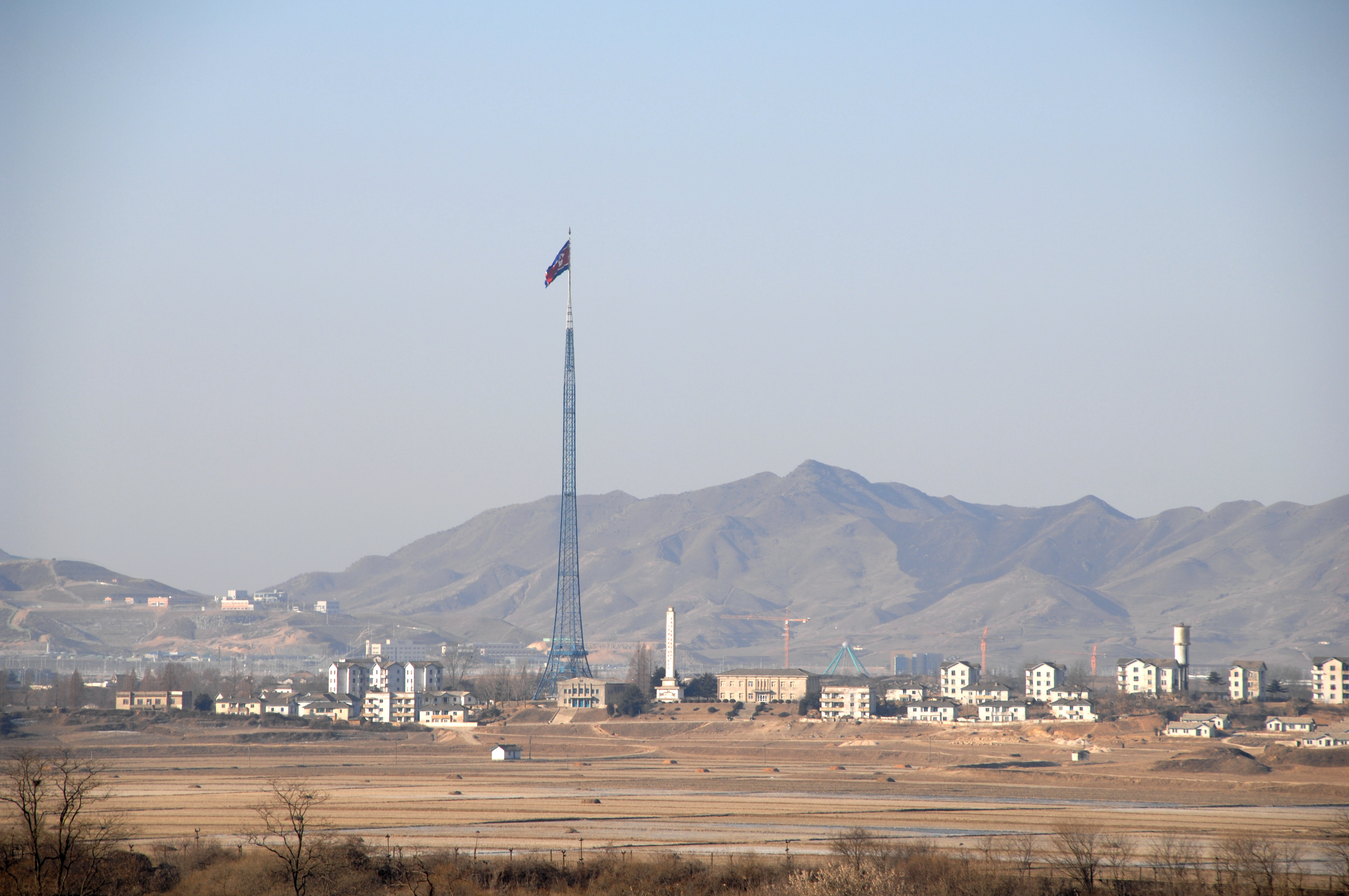
Pohled na Kidžon v roce 2008

Vesnice Kidžong (korejsky 기정동 – Kidžŏngdong) je jednou ze dvou vesnic v korejské demilitarizované zóně. Patří Severní Koreji a leží jen přibližně dva kilometry jihozápadně od Společné bezpečnostní oblasti a jen dva kilometry severozápadně od Täsŏngu, jihokorejské vesnice v korejské demilitarizované zóně.
Obě vesnice na dohled od sebe slouží propagandistickým účelům a Kidžong představuje příklad Potěmkinovy vesnice. Severní Korea Kidžongu přezdívá Ves míru (평화촌 – Pchjŏnghwačchon) a Jižní Korea Propagační vesnice (선전마을 – Sŏndžŏnmaŭl).
Podle oficiálních severokorejských údajů funguje ve vesnici zemědělské družstvo a žije zde přibližně dvě stě rodin.
Ve vesnici se nachází 160 metrů vysoký stožár se severokorejskou vlajkou.